# Postamt

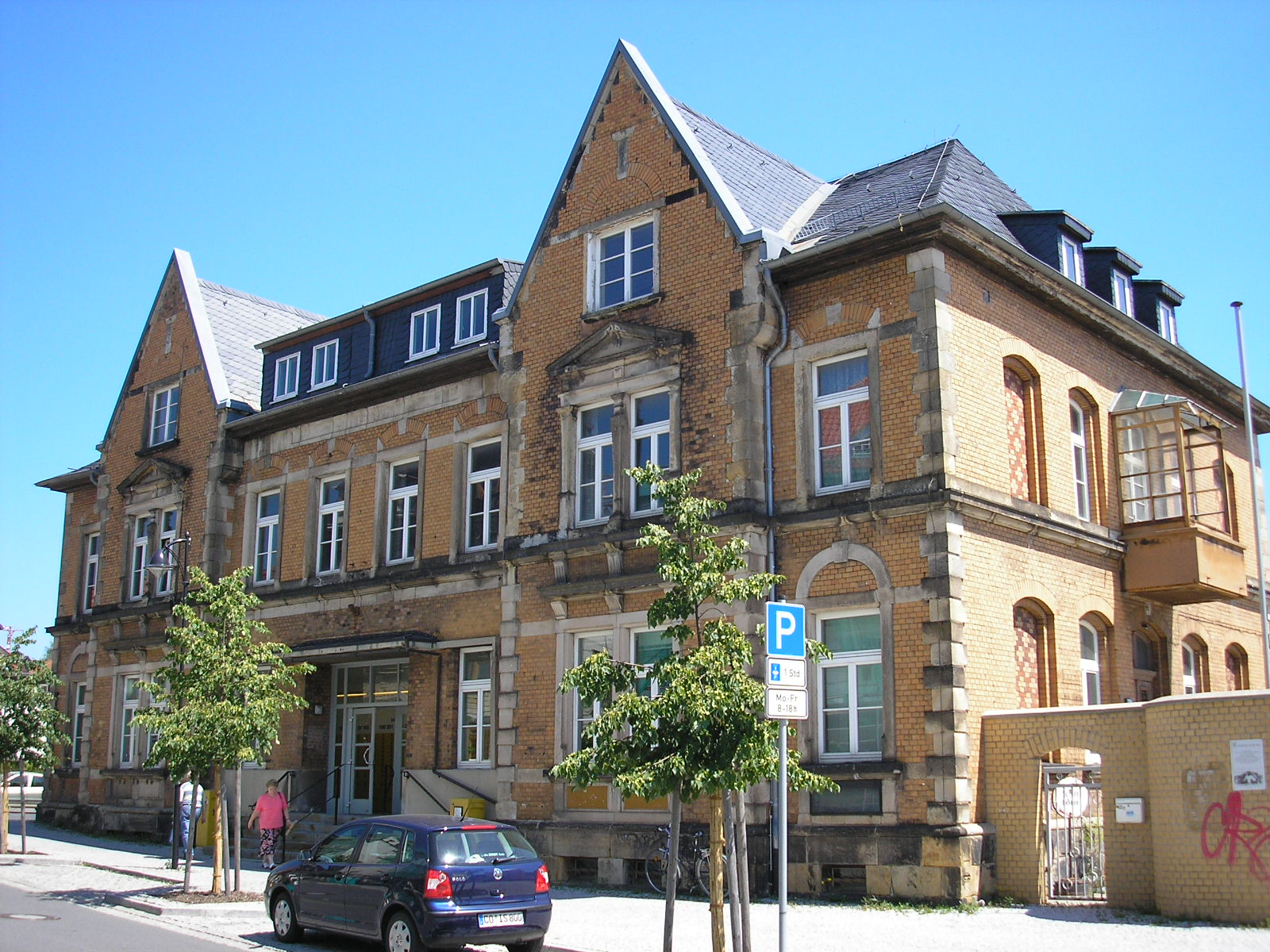
Postamt in Ilmenau, erbaut in den 1880er-Jahren

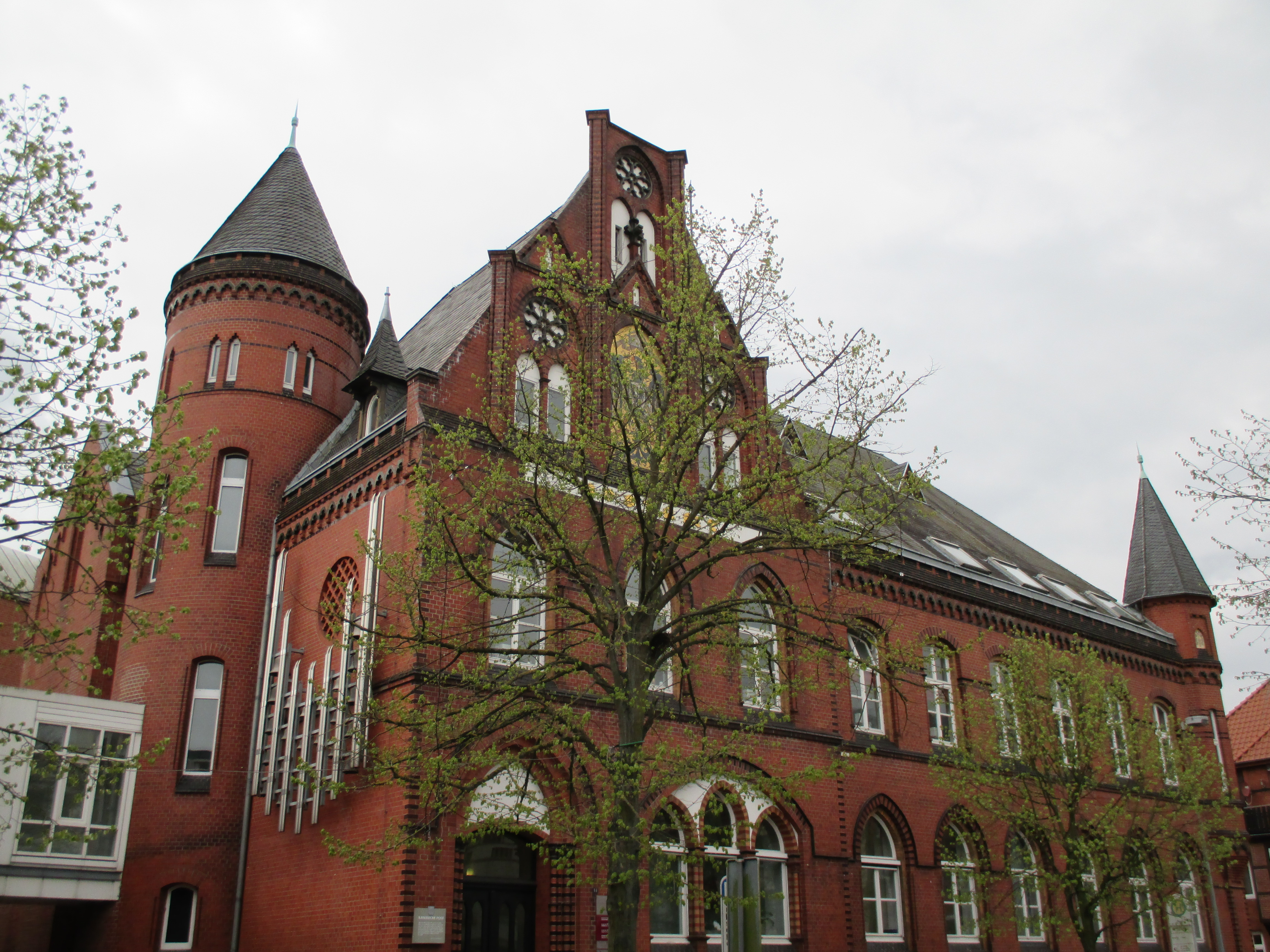
Ehemals kaiserliche Post in Uelzen, erbaut nach 1892

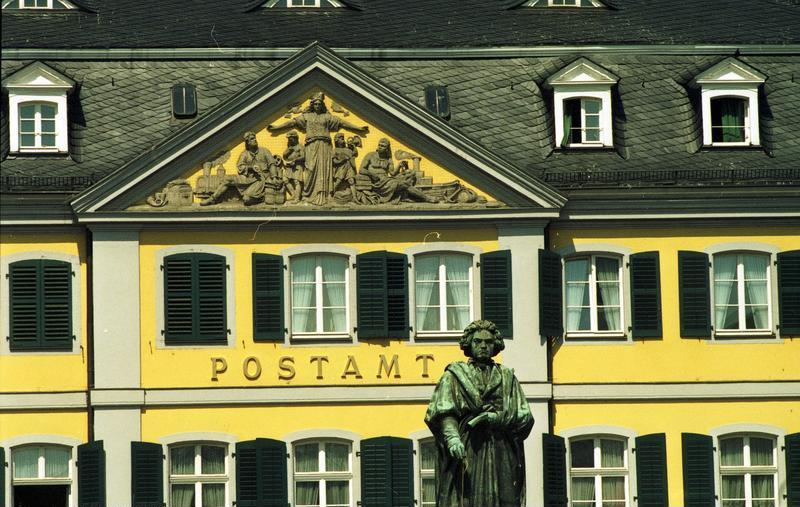
Schriftzug „Postamt“ und Beethovendenkmal auf dem Bonner Münsterplatz

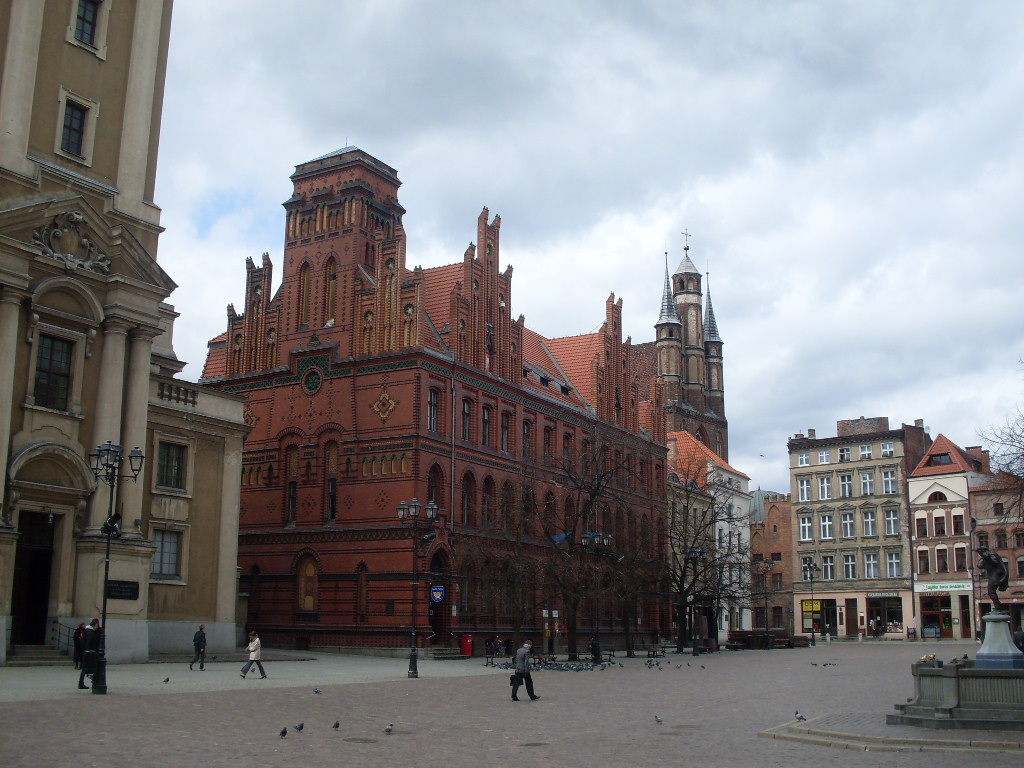
Das Postamt in Thorn, erbaut 1881

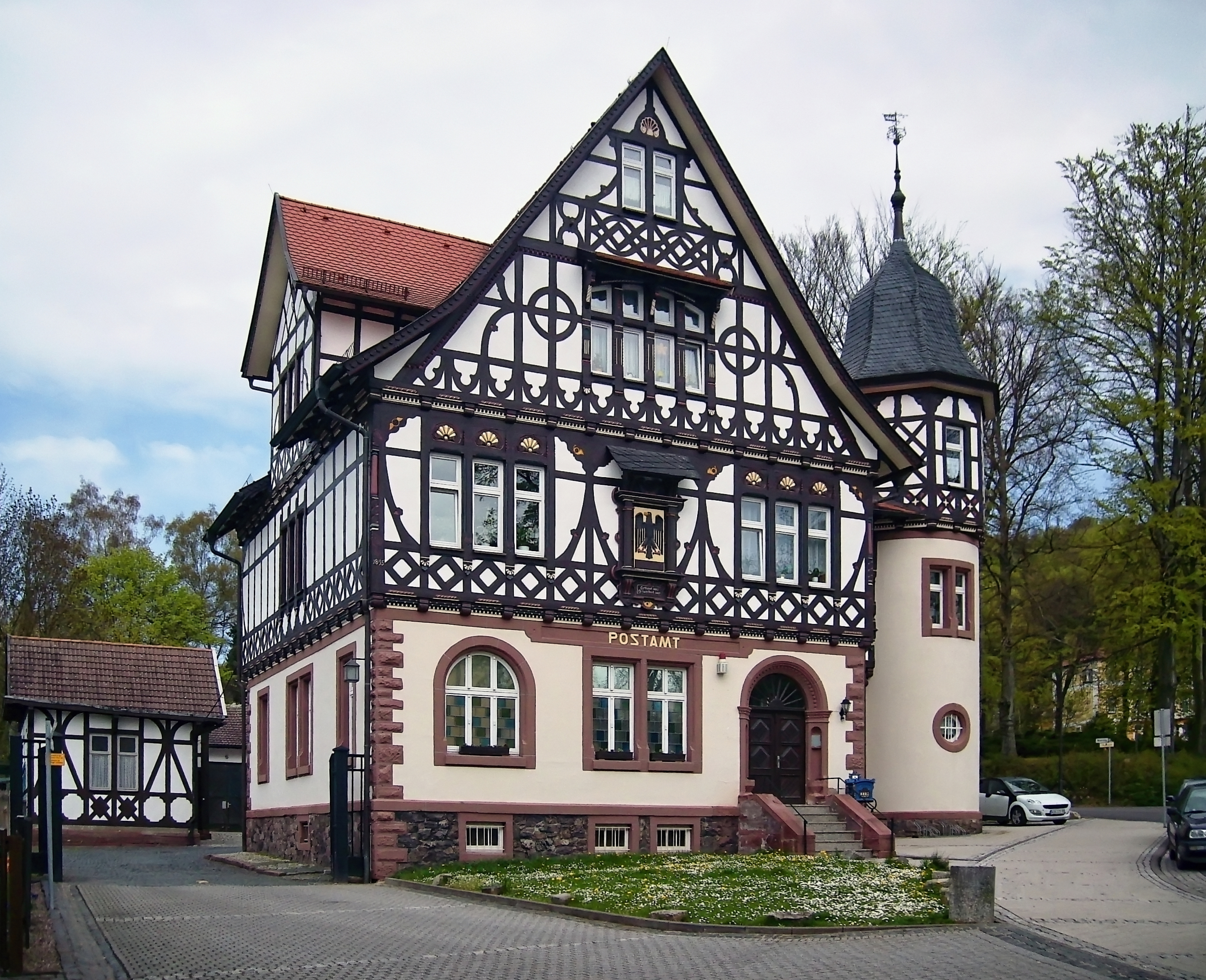
Ehemaliges Postamt ohne Postfiliale, aber mit Briefverteilzentrum in Bad Liebenstein

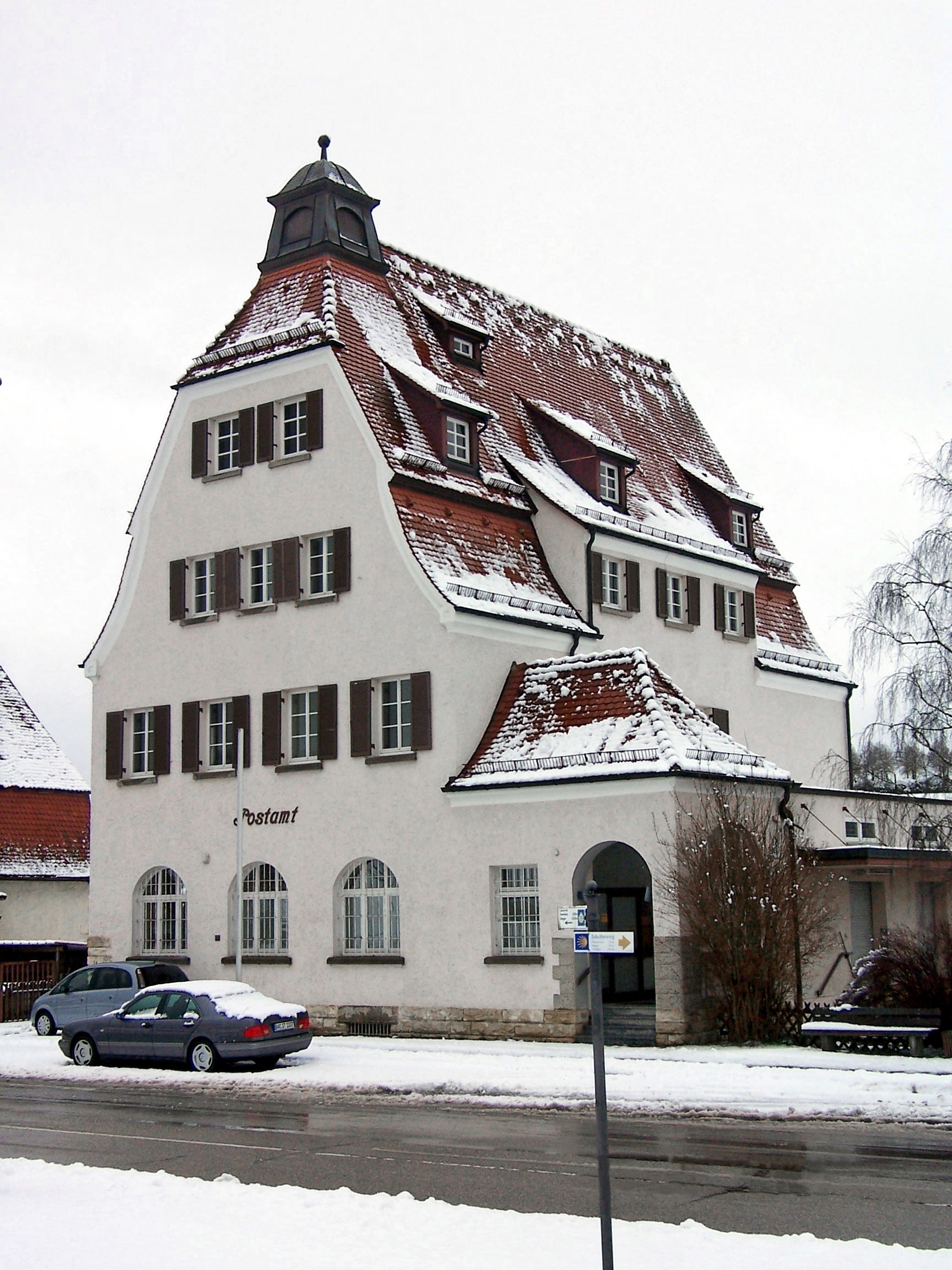
Das Postamt Neresheim von 1911, inzwischen auch ohne Postfiliale, aber mit Briefverteilzentrum

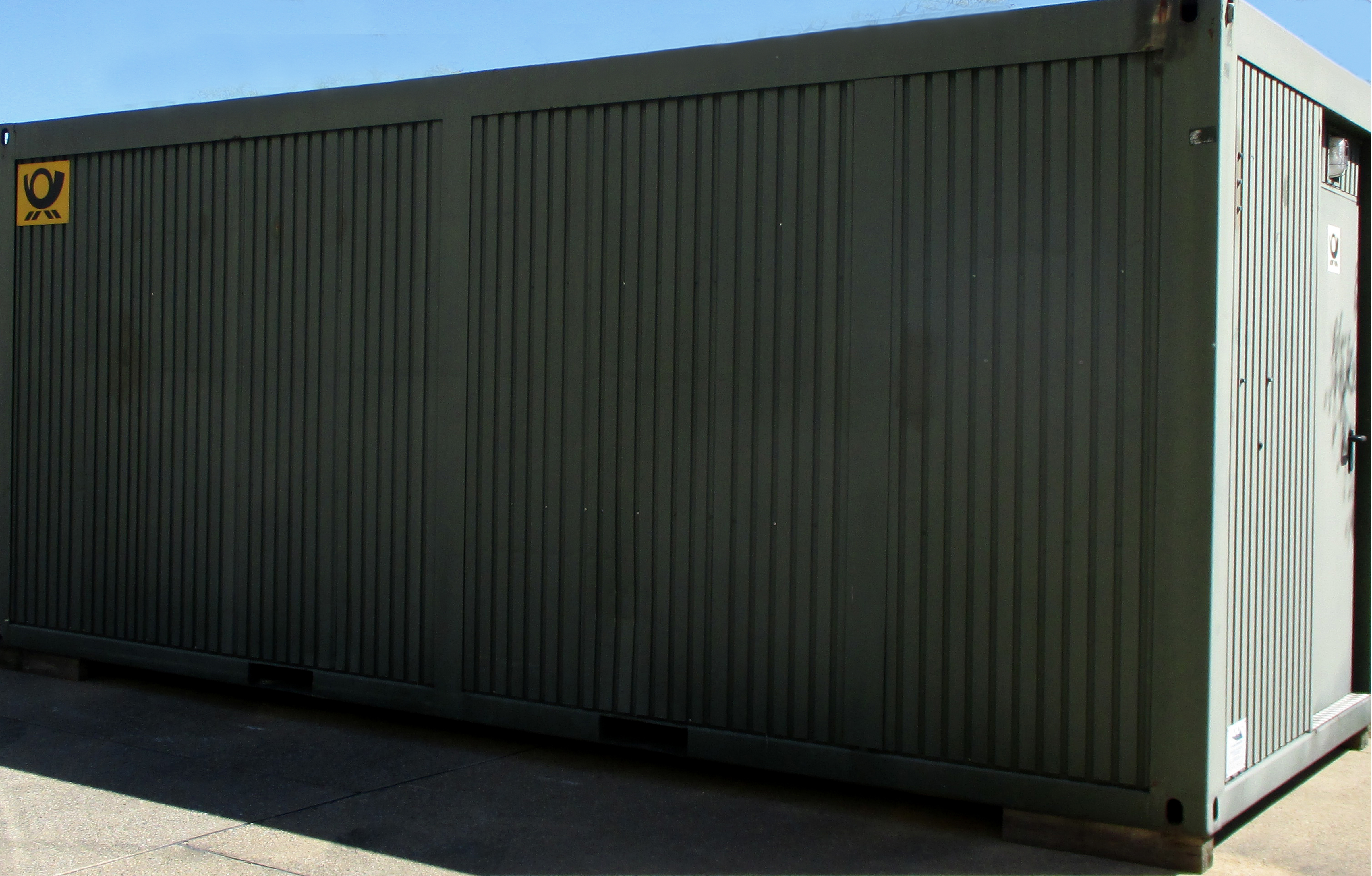
Feldpostamt der Bundeswehr - Mobiler ISO-Container

Als Postamt (Abkürzung PA) wurde bis zur Privatisierung in Deutschland und Österreich eine örtliche Dienststelle der Post bezeichnet, die in einem öffentlichen Gebäude, ISO-Container oder amtlich gemieteten Räumen untergebracht ist. Der Begriff stand auch für eine Verwaltungseinheit, wenn eine Posteinrichtung für bestimmte Verwaltungstätigkeiten (wie z. B. Abrechnungen) anderer Posteinrichtungen zuständig war. Seit der Privatisierung sind die Nachfolger der Postämter für den Abgang Postfilialen und für die Zustellung die Zustellstützpunkte. Die Poststellen sind heute meist Postagenturen. Bei der Bundeswehr werden die Postämter im Ausland (Feldpost) oft in ISO-Containern eingerichtet.

## Bisherige Aufgaben der Postämter
Neben den Amtsräumen sind bzw. waren auch die allgemeinen und technischen Ausrüstungen der Postämter – die sogenannten Schalter für den Kundendienst, die Maschinen und Sortierräume für Briefverkehr und andere Sendungen, das Amtszimmer des Vorstehers usw. – dem Bereich der öffentlichen Verwaltung zuzuordnen. Damit wickelt(e) jedes Postamt
- den Brief- und Paketdienst (Austragen, Leeren der Briefkästen usw.) sowie andere Aufgaben des Postbetriebsdienstes ab,
- teilweise auch den Pressevertrieb und jenen für Werbung (Postwurfsendungen),
- Aufgaben des Finanzwesens – vor allem im Postscheck- und Postspardienst, für die Postsparkassen (heute meist als Filiale der Postbank) und allgemein für den Geldübermittlungsdienst,
- sowie bestimmte Aufgaben im Fernmeldedienst.

Der regionale Bereich eines Postamtes ist fest umrissen und meistens identisch mit einer Ortsgemeinde, bzw. in Städten einem Bezirksteil (frühere Pfarren, ca. 5–10.000 Einwohner).

## Die „neue Post“ in der EU
Mit dem Beginn der Privatisierungen (in West- und Mitteleuropa etwa Mitte der 1990er Jahre) sinkt die Anzahl der Postämter (teilweise gravierend) und ihre Aufgaben verschieben sich nunmehr. Im Bereich der EU unterliegen die bisher meist staatlichen Postverwaltungen verschiedenen Sparprogrammen und sollen außerdem – wo nicht schon geschehen – in den nächsten Jahren weitgehend privatisiert werden, wobei auch Börsengänge vorgesehen sind. Die Agenden einzelner Postämter – vor allem im ländlichen Raum – werden
- vom Einzelhandel und von privaten Kleinbetrieben übernommen,
- oder anderen Bereichen bzw. dem freien Wettbewerb überlassen.

Dabei geht die Privatisierung in den meisten Staaten mit einer Aufteilung der Unternehmensbereiche einher, z. B. wurde in Deutschland die Deutsche Bundespost in folgende, etwa den eingangs aufgezählten Aufgaben entsprechende Unternehmensbereiche aufgeteilt: Deutsche Post AG, Deutsche Telekom AG und Deutsche Postbank AG.

## Die Postämter von 1875 bis 1989

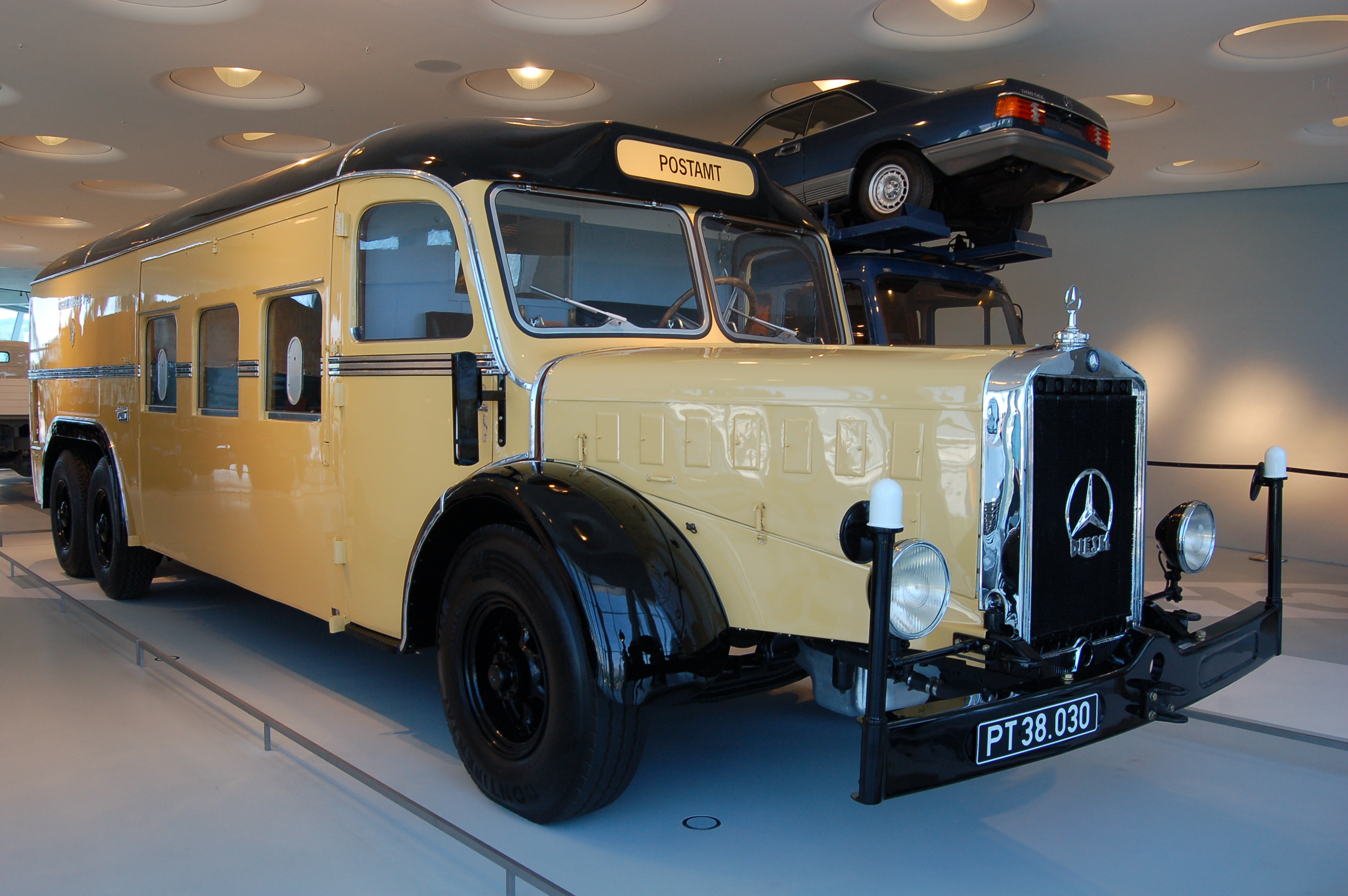
Mobiles Postamt der österreichischen Post (1938)

Die Reichspost stand unter der Leitung des Reichspostamtes als Leitungsbehörde.

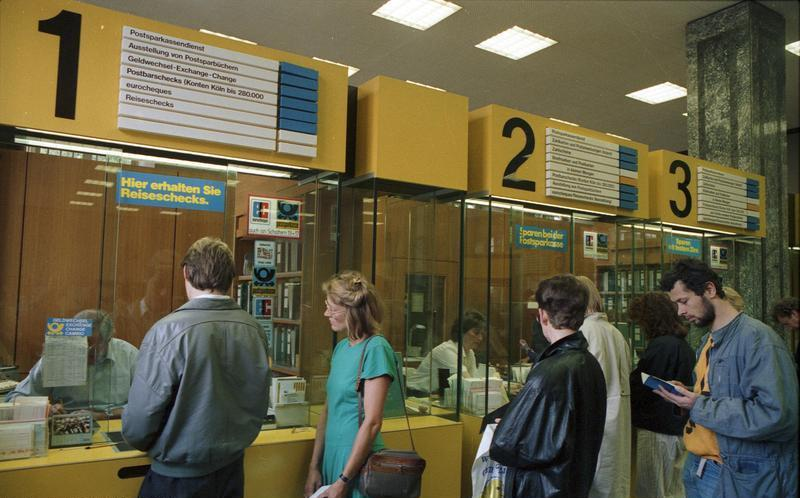
Postschalter, hier in Bonn, 1988

Bei der Gründung der Reichspost (1871) gab es neben dem Postamt die Postverwaltungen, die aus den Postexpeditionen I. Klasse der Norddeutschen Bundespost hervorgingen, den Postexpeditionen II. Klasse und den neu geschaffenen Postagenturen die meist aus kleinen Postexpeditionen II. Klasse gebildet wurden.
Seit dem 5. Januar 1875 unterschied man zwischen
- Postämtern I. Klasse, mit einem Postdirektor als Chef
- Postämtern II. Klasse (Postmeister), vorher Postverwaltungen und
- Postämtern III. Klasse (Postverwalter), vorher Postexpeditionen.

Ober-Postamt war bei den Altdeutschen Staaten eine Bezeichnung für wichtigere oder mit Befugnissen von Bezirksbehörden ausgestattete Postämter.
Im Zuge der Landzustellung kamen 1881 Posthilfstellen hinzu. 1927 wurden Zweigpostämter, meist frühere Poststellen I. Klasse. Am 1. Januar 1927 wurde mit der Landpostverkraftung begonnen. Immer war ein Postamt zuständig für die untergeordneten Postanstalten.
Am 1. Januar 1959 veröffentlicht die Deutsche Bundespost die Richtlinien über die Organisation der Postämter (V). Bei den Postämtern unterschied man nun zwischen dem Postamt mit Verwaltungsdienst – Postamt (V) – und dem Postamt. – Das Postamt (V) war ein selbständiges Amt, eine untere Bundesbehörde. Sie wurde von einem Amtsvorsteher geleitet. Die Bezeichnung Postamt (V) wurde nur zur Unterscheidung im Inneren Geschäftsverkehr angewendet. Das Postamt entspricht hinsichtlich seiner Stellung und seiner Aufgaben im Wesentlichen dem vorherigen Zweigpostamt. Für den Dienst beim Postamt war ein Betriebsleiter verantwortlich, er war als Vorgesetzter gegenüber dem beim Postamt eingesetzten Personal weisungs- und aufsichtsbefugt. Die Organisation und die Rechtsverhältnisse der Poststellen und Posthilfstellen wurden nicht verändert.

### Zustellung der Post
Die Zustellung erfolgte am flachen Land oft mit dem Fahrrad, bei entlegenen Gehöften im Gebirge teilweise nur zu näher am Tal gelegenen Stellen. Diese Thematik fand und findet bis heute in Literatur und Film eine vielfältige Darstellung.
In den 1950er Jahren begann die Motorisierung der Postämter, zunächst oft mit Mopeds, später mit signalgelben Kleinwagen der Typen Fiat oder Steyr-Puch, und vor etwa zwei Jahrzehnten mit größeren PKW, die teilweise statt der Paketbusse auch schwerere Poststücke bis zu etwa 5 kg übernahmen.
Bis in die 1960er wurden die Postämter in Deutschland auch „Postanstalt“ genannt, während man sie in Österreich kurz Post nannte. Auch die kleinsten Postämter waren in ihrem Bereich (z. B. des Dorfes und seiner Umgebung) für die vormittägliche Zustellung verantwortlich (siehe Zusteller) und meist auch für die Überbringung von Bargeld (Zahlungsverkehr, Rente). Aus Gründen der Organisation und der Sicherheit wurden teilweise Geldbriefträger eingesetzt, und ab den 1970er Jahren für größere Geldsummen auch Geldtransportunternehmen.

## Heutiges Berufsbild
Heute werden die Postämter – soweit sie nach der Schließungswelle als öffentliche Dienst- oder Poststelle noch bestehen – als Postfiliale (betrieben durch die Deutsche Post) oder (in Deutschland) als Postagentur (betrieben durch einen Fremddienstleister) bezeichnet.
Für die Postbeamten selbst haben sich durch diese Entwicklung der letzten Jahrzehnte im Wesentlichen drei Phasen ergeben:
- zunächst „Allround-Beamter“ (vom Brief- und Paketdienst bis zum Fernmelde- und Finanzdienst),
- später Spezialisierung und Übernahme neuer Dienstleistungen,
- und nun weitgehender Übergang zur Privatwirtschaft.